# Anthurium hagsaterianum
Anthurium hagsaterianum är en kallaväxtart som beskrevs av Haager. Anthurium hagsaterianum ingår i släktet Anthurium och familjen kallaväxter. Inga underarter finns listade.